# Sól ziemi (film 2014)
Sól ziemi (ang. The Salt of the Earth) – brazylijsko-francusko-włoski dokumentalny film biograficzny z 2014 roku w reżyserii Juliano Ribeiro Salgado i Wima Wendersa. Obraz przedstawia życie i twórczość fotografa Sebastião Salgado.
Zdjęcia kręcono w Brazylii (Aimorés w stanie Minas Gerais, stan Pará), Indonezji (Yalimo w prowincji Papua Górska) oraz w Rosji (Wyspa Wrangla należąca do regionu Czukotki).

## Premiera i dystrybucja
Światowa premiera filmu miała miejsce 20 maja 2014 podczas 67. MFF w Cannes. Obraz zaprezentowano w ramach sekcji "Un Certain Regard". Następnie film został pokazany na MFF w San Sebastián, gdzie otrzymał Nagrodę Publiczności.
Polska premiera filmu miała miejsce 8 maja 2015 w ramach 12. Festiwalu Filmowego Docs Against Gravity w Warszawie. Następnie film był prezentowany na letnich festiwalach Nowe Horyzonty oraz Dwa Brzegi. Do ogólnopolskiej dystrybucji kinowej obraz trafił 23 października 2015 roku.

## Nagrody i nominacje
67. MFF w Cannes
- nagroda: Nagroda im. François Chalaisa (Specjalne Wyróżnienie) − Juliano Ribeiro Salgado i Wim Wenders
- nagroda: Nagroda Jury Ekumenicznego (Specjalne Wyróżnienie) − Juliano Ribeiro Salgado i Wim Wenders
- nagroda: Un Certain Regard (Wielka Nagroda Jury) − Juliano Ribeiro Salgado i Wim Wenders
- nominacja: Nagroda Un Certain Regard − Juliano Ribeiro Salgado i Wim Wenders

87. ceremonia wręczenia Oscarów
- nominacja: najlepszy film dokumentalny − Wim Wenders, Juliano Ribeiro Salgado i David Rosier

40. ceremonia wręczenia Cezarów
- nagroda: najlepszy film dokumentalny − Wim Wenders, Juliano Ribeiro Salgado i David Rosier

60. ceremonia wręczenia nagród David di Donatello
- nominacja: najlepszy film zagraniczny − Juliano Ribeiro Salgado i Wim Wenders

28. ceremonia wręczenia Europejskich Nagród Filmowych
- nominacja: Nagroda Publiczności (People's Choice Award) − Juliano Ribeiro Salgado i Wim Wenders

29. ceremonia wręczenia nagród Goya
- nominacja: najlepszy film europejski − Juliano Ribeiro Salgado i Wim Wenders

30. ceremonia wręczenia Independent Spirit Awards
- nominacja: najlepszy film dokumentalny − Wim Wenders, Juliano Ribeiro Salgado i David Rosier